# Tornado Alley

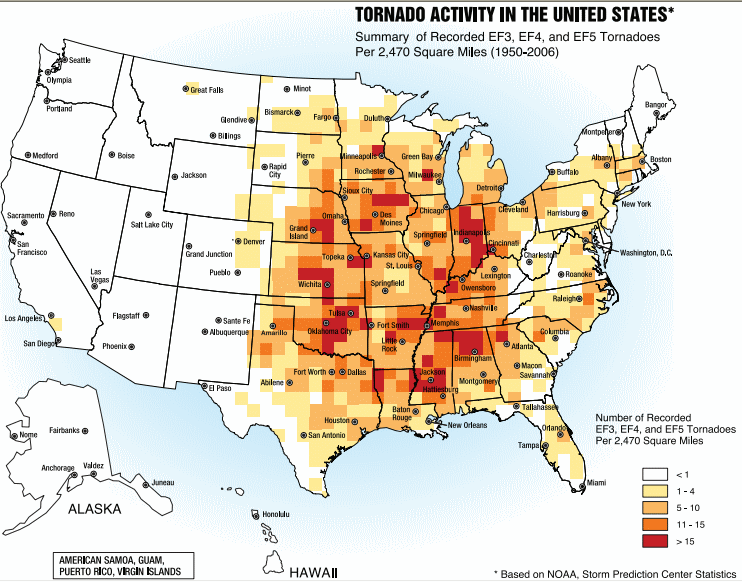
Tornadoaktivitet i USA.

Tornado Alley är den del av Förenta Staterna där tornados är som vanligast. Områdets gränser är inte officiellt bestämda, men oftast avses området mellan Klippiga Bergen och Appalacherna.  Första gången begreppet "Tornado Alley" används sägs vara i februari 1952, då Air Force's Severe Weather Warning Center startade ett projekt för tornadobevakning.